# シュライ湾

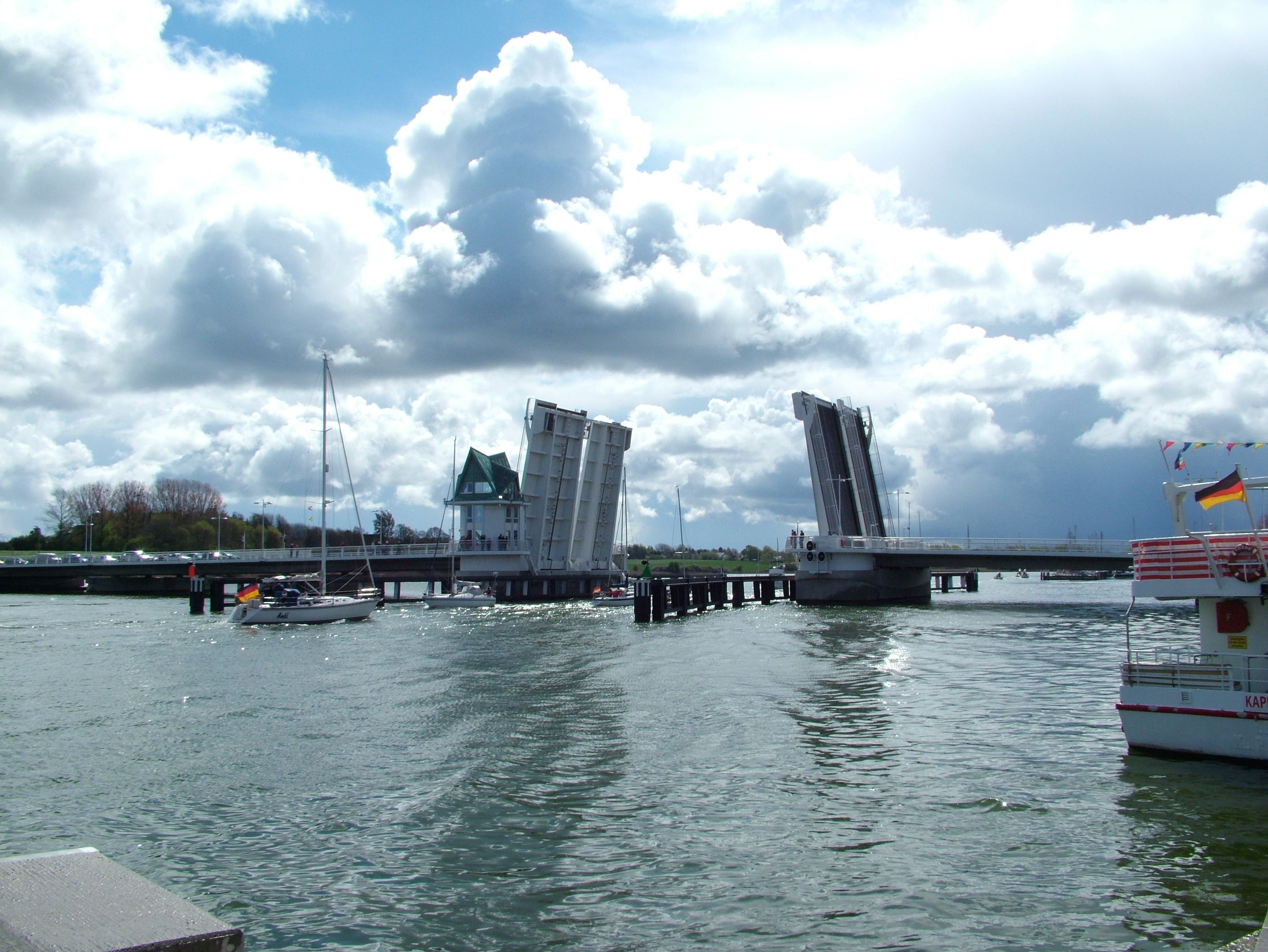
シュライ湾のKappelnの近くの沿岸

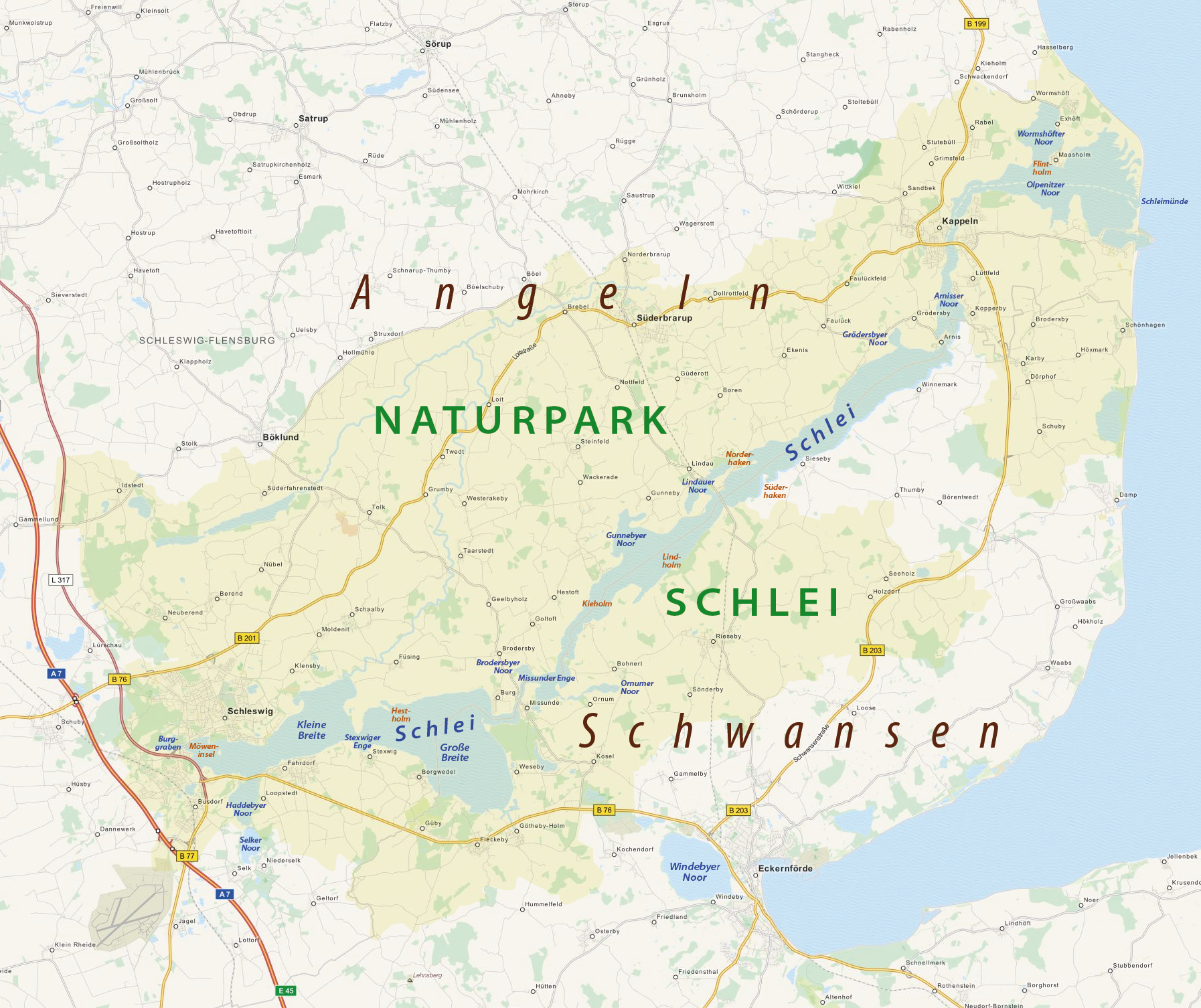
シュライ自然公園（Naturpark Schlei）の地図

シュライ湾(デンマーク語: Slien)は、ドイツ北部シュレースヴィヒ＝ホルシュタイン州のバルト海側のアンゲルン半島とシュヴァンゼン半島に挟まれた細長い湾である。カッペルン、Arnis近くのバルト海からシュレースヴィヒまで20マイル伸びている。シュライ湾に沿って多数の小さな湾や湿地がある。ヘーゼビューのヴァイキングの主要な居住地はFirth(フィヨルド)の上部にあったが、後年シュレスヴィヒに都市を移し放棄された。博物館がこの地に建設され、昔の街の様子を伝えている。

## 地形の形成
シュライ湾の地形は最終氷期に形成されたと考えられているが、形成過程には論争がある。シュライ湾は観光案内などではフィヨルドとして紹介されることがあり、付近にはキール・フィヨルド(en)など氷河の直接の浸食により形成されたフィヨルド地形がみられる。しかし実際にはトンネル谷(en)と呼ばれる別の形成過程を経たのではないかという説が唱えられている。トンネル谷は、氷河や氷床の低緯度側末端部において、氷河の地面側で溶けた水が氷河や氷床の下をトンネルのようにして流れ、それによって谷が形成されたとする説で、岩石等に氷による擦過痕が見られない場合を説明する説である。